# Nádas Ernő
Nádas Ernő (Orsova, 1892. október 6. – Budapest, 1942. április 11.) textilmérnök.

## Életútja
Dr. Nádas Ignác és Lővensohn Antónia gyermekeként született. Orsován tanult, majd 1910-ben Lugoson tette le az érettségi vizsgát. Közgazdaságtani diplomáját Bécsben, a textiltechnikait Brünnben szerezte. 1915-ben a fronton szolgált az első világháborúban. Munkatársa volt a Győri Linum-Taussig Sámuel és Fiai Lenfonó és Szövőgyár Rt.-nek, ahol 1924-től mint a gyár helyettes vezetője és irodafőnöke működött. Az 1930-as évek végén belépett a Magyarországi Szociáldemokrata Pártba, s 1940-ben a brit titkosszolgálattal került kapcsolatba, amely rávette, hogy hadiüzem elleni robbantást kövessen el. Az akció meghiúsult, a rendőrség Nádas lakásán 15-20 kilogrammnyi robbanóanyagot foglalt le. Segítőivel együtt letartóztatták, majd március 24-én Budapestre vitték. Halálos ítéletet szabtak ki rá és kivégezték.
Győrben utcát neveztek el róla.